# Никола Поповић (писац)
Никола Поповић (Сарајево, 3. јул 1979) босанскохерцеговачки и српски је писац и преводилац.

## Биографија
Рођен и одрастао у Сарајеву. Студије италијанистике завршио је на Филолошком факултету у Београду. Запослен је као наставник италијанског језика на Одсеку за музичку уметност Филолошко-уметничког факултета у Крагујевцу. Области научног интересовања су савремена италијанска књижевност и култура.
Члан је Удружења књижевних преводилаца Србије. Превео је књиге Етореа Мазине, Симоне Винчи, Валерије Пареле и објавио бројне преводе италијанских писаца у књижевној периодици.
Аутор је критичких осврта из области филма, позоришта и књижевности, путописа и репортажа из Тогоа, Гане, ДР Конго и других земаља, те књига Приче из Либана (Центар за културу „Градац“, Рашка, 2016, која је добила награду Академије "Иво Андрић" за путописну књигу и Скице за пловидбу (Агноста, Београд, 2019), за коју је добио награду „Љубомир П. Ненадовић“ за најбољу путописну књигу на српском језику 2020. године. Текстови су му превођени на енглески, македонски, мађарски и португалски језик.
Био је главни и одговорни уредник часописа за књижевност, културу и друштвена питања Босанска вила у Сарајеву. Свира класичну гитару и арапску лауту.

## Награде
- Награда „Љубомир П. Ненадовић”, за књигу путописа Скице за пловидбу, 2020.[13]
- Трећа награда за прозу „Трагом Настасијевићаʺ за 2020. годину за причу Соко Мухамед Али. Награду додељује Библиотека „Браћа Настасијевић“ из Горњег Милановца. Горњи Милановац, 2020.[14]
- Награда Академије Иво Андрић, за књигу Приче из Либана, повезивање различитих култура и путописе из афричких и арапских земаља, 2016.

## Дела
- Приче из Либана, Рашка, Центар за културу, образовање и информисање "Градац", 2016.[15]
- Скице за пловидбу, Агноста, Београд , 2019.[16]
- Скице за пловидбу, Имприматур, Бањалука, 2020.[17]
- Приказни од Либан, Перун Артис, на македонски превео Сашо Огненовски, Битола, 2020.[18]
- Сан Космоса Скаруха, Плањакс, Тешањ, 2022.[19]
- Вече уочи представе, Ваљево, 2024.[20]

## Преводи
- Трагање: нова италијанска приповетка / превео са италијанског и приредио Никола Поповић. - Краљево : Народна библиотека "Стефан Првовенчани", [2015] ([Краљево][21]
- Valerija Parela, Priče iz Napulja (Mosca più balena) – N. Popović pogovor „Napuljski mozaik Valerije Parele“, str. 120-122. Vrijeme, Zenica, 2010.[22]
- Simona Vinči, U svakom smislu ljubav (In tutti i sensi come l'amore)– N. Popović pogovor „O piscu i djelu“, str. 153-154. Vrijeme, Zenica, 2008.[23]
- Simona Vinči, O deci se ništa ne zna (Dei bambini non si sa niente)– N. Popović pogovor „Beleška o piscu i delu“, str. 149-151. Narodna knjiga, Beograd, 2004.[24]
- Etore Mazina, Pobednik (Il Vincere)– N. Popović pogovor„Beleška o piscu“, str. 165. Narodna knjiga, Beograd, 2003.[25]
- Etore Mazina, Gvožđe i med (Il ferro e il miele), Otkrovenje, Beograd, 2002.[26]